# پیز روزاتس
پیز روزاتس (به لاتین: Piz Rosatsch) یک کوه در سوئیس است که در کانتون گراوبوندن واقع شده‌است. پیز روزاتس ۳٬۱۲۳ متر بالاتر از سطح دریا واقع شده‌است.